# Radinocera vagata
Radinocera vagata är en fjärilsart som beskrevs av Walker 1864. Radinocera vagata ingår i släktet Radinocera och familjen nattflyn. Inga underarter finns listade.